# Deranged
Deranged (bra: Confissões de um Necrófilo) é um filme policial de terror e suspense produzido nos Estados Unidos  em 1974, dirigido por Jeff Gillen e Alean Ormsby, que escreveu o roteiro. 
Esse filme foi inspirado nos crimes do assassino em série Ed Gein (que foi a grande inspiração para os personagens de Norman Bates, de Psicose; e do Leatherface, de O Massacre da Serra Elétrica).

## Sinopse
Este filme baseado em fatos reais, narra a historia de Ezra Cobb. Um homem que mora em uma fazenda apenas com sua mãe. Como seu pai morreu quando ele tinha dez anos, ele e sua mãe se ajudavam para cuidar da fazenda onde moram. Apos alguns anos sua mãe sofre uma parada cardíaca e perde os movimentos do corpo,e fica confinada a uma cama sob os cuidados de Ezra. Todos moradores da vizinhança o consideravam um filho devoto, pois ele se dedicava o dia todo a mãe. Mais quando ela morre vem a tona uma psicose que ele escondia de todos. Apos a morte da sua mãe Ezra vai ao cemitério e vai desenterra-la e leva-la de volta para casa. Sem mais ter a mãe (viva) por perto ele vai acabar se envolvedor com mais pessoas e por isso vai acabar dando demostrações de que não é uma pessoa normal, ele começa a fazer as coisas mais macabras que se pode imaginar.

## Elenco
- Roberts Blossom.... Ezra Cobb
- Cosette Lee.... Amanda Cobb
- Leslie Carlson.... Tom Simms
- Robert Warner.... Harlon Kootz
- Marcia Diamond ....Jenny Kootz